# Silkeborg IF Cykling
Silkeborg IF Cykling er en del af Silkeborg IF og blev grundlagt i år 2001 efter lukningen af den gamle klub, Silkeborg Cykle Ring. I 2004 oprettede klubben eliteholdet Team Designa Køkken, som i 2008 vandt Post Danmark Rundt. Klubben satser primært på landevejscykling, hvor en stor del af rytterne kører licensløb under Dansk Cykelunion. 
Mange talenter er blevet opfostret i SIF Cykling, bl.a. Lars Bak, Allan Johansen, Jakob Fuglsang, Troels Vinther, Ricky Jørgensen og Dorte Lohse har slået sine folder i klubben. I sæsonen 2008 rådede SIF Cykling over flere landsholdsryttere både i drenge- og pigerækkerne, hhv. i U17 og U15.
I sommeren 2008 overtog SIF Cykling driften af cykelafdelingen på Silkeborg sports college hvor de i samarbejde med STX og HHX i Silkeborg tilbyder unge talenter fra hele landet, træning på et professionelt niveau i kombination med skolegang. Bl.a. Ricky Enø Jørgensen har været elev på Silkeborg sports college.

## Landevejssæsonen 2008
I sæsonen 2008 vandt SIF Cykling alene på landevejsløb ikke mindre end 70 løb i Danmark, hvilket også resulterede i, at klubben sikkert vandt DCU's statistik baseret på antal point pr. klub, med 1267 point. Det var 100 point mere end Herning CK, der kom på 2. pladsen. CK Århus blev nummer 3 med 744 point. I udlandet havde klubben også en hæderlig sæson, hvor bl.a. det daværende U17-hold (årgang 1992 og 1993 anno 2008, red.) kørte i Tyskland og Belgien og hjembragte sejre. 